# Tauernbahn
A Tauern vasút egy 79 km hosszú, 15 kV, 16,7 Hz-cel villamosított, kétvágányú, normál nyomtávolságú vasútvonal Ausztriában Schwarzach-Sankt Veit (Salzburg tartomány) és Spittal an der Drau (Karintia tartomány) között. A vasútvonalat több részletben adták át. Az első szakasz építése 1901-ben kezdődött, a teljes vonal 1909-ben lett kész. A vonal villamosítása 1933-1935 között történt meg. A vonal nagy része egyvágányú volt, a második vágányt fokozatosan építették meg. A teljes kétvágányúsítás még nem fejeződött be.